# Maresiella indica
Maresiella indica är en kräftdjursart som beskrevs av Müller 1972. Maresiella indica ingår i släktet Maresiella och familjen Gnathostenetroidae.
Artens utbredningsområde är Réunion. Inga underarter finns listade i Catalogue of Life.